# بيلي إيدن
بيلي إيدن (بالإنجليزية: Billy Eden)‏ (1 يوليو 1905 في المملكة المتحدة - 1993 بدارلينغتون في المملكة المتحدة) هو لاعب كرة قدم بريطاني (وحمل سابقاً جنسية المملكة المتحدة لبريطانيا العظمى وأيرلندا) في مركز جناح ‏. لعب مع نادي ترانمير روفرز لكرة القدم ونادي سندرلاند وNew Brighton A.F.C. ‏ ودارلينجتون إف سى.